# Alexander De Croo
Pour les articles homonymes, voir De Croo.
Alexander De Croo, né le 3 novembre 1975 à Vilvorde, est un homme d'État belge néerlandophone. Membre du parti libéral Open VLD, il est Premier ministre du 1er octobre 2020 au 3 février 2025.
Fils de l'homme politique Herman De Croo, il commence sa vie politique en juin 2009 par une candidature infructueuse aux élections européennes. Six mois plus tard, il est élu président de l'Open VLD en remplacement de Guy Verhofstadt. Il s'illustre en avril 2010 en provoquant la chute du gouvernement fédéral d'Yves Leterme, ouvrant la plus longue crise politique de l'histoire belge.
Il est élu en octobre 2012 bourgmestre de Brakel puis devient juste après vice-Premier ministre et ministre fédéral des Pensions du gouvernement Di Rupo. Sous les mandats de Charles Michel puis Sophie Wilmès, il est toujours vice-Premier ministre, ainsi que ministre de la Coopération au développement. Il abandonne en 2018 le portefeuille de l'Agenda numérique, qu'il détenait depuis 2014, au profit de celui des Finances.
À la suite des élections législatives fédérales de mai 2019 et d’une longue crise politique, il est désigné co-formateur en septembre 2020 avec Paul Magnette. Après le succès de leur mission, il devient Premier ministre d'un gouvernement de coalition composé de sept partis, succédant ainsi à Sophie Wilmès. Il démissionne après les élections fédérales de 2024 et cède le pouvoir à Bart De Wever sept mois plus tard.

## Formation et vie professionnelle
Alexander De Croo obtient en 1998 un master d'ingénieur commercial de la Vrije Universiteit Brussel (VUB), en collaboration avec la Solvay Business School. Il complète ce cursus par une maîtrise en administration des affaires de l'université Northwestern, à Chicago.
Il commence à travailler en 2000 au sein du Boston Consulting Group (BCG), puis il fonde en 2006 une entreprise de conseil en propriété intellectuelle, baptisée Darts-ip.

## Carrière politique

### Président de l'Open VLD à34 ans
Alexander De Croo entre sur la scène politique en 2009, à l'occasion des élections européennes du 7 juin 2009. Il s'y présente sur la liste que conduit l'ancien Premier ministre Guy Verhofstadt. Occupant la 10e place parmi les candidats libéraux, il n'est pas élu tout en récoltant 47 779 voix de préférence.
Dans la perspective de la succession de Bart Somers à la présidence de l'Open Vlaamse Liberalen en Democraten, il annonce se présenter. Soutenu par le ministre fédéral Vincent Van Quickenborne et l'ancienne ministre flamande Patricia Ceysens, il est élu président du parti le 12 décembre 2009 après avoir recueilli 11 676 voix de militants, soit 55 % des suffrages exprimés. Il devance ainsi Marino Keulen, avec qui il avait défait Gwendolyn Rutten au premier tour. Élu à l'âge de 34 ans, il n'a alors aucune expérience politique ou institutionnelle, n'ayant jamais exercé le moindre mandat.

### Chute d'Yves Leterme et élections anticipées
Le 22 avril 2010, Alexander De Croo annonce que l'Open VLD retire son soutien au gouvernement Leterme II, privant  de facto le Premier ministre Yves Leterme d'une majorité à la Chambre des représentants. Les libéraux flamands justifient cette décision par leur refus de voir se poursuivre la négociation autour de la scission de l'arrondissement électoral Bruxelles-Hal-Vilvorde, sur laquelle les quatre autres partis de la majorité ainsi que les écologistes s'étaient mis d'accord.
Après que le gouvernement a remis sa démission et que le roi Albert II l'a acceptée à la surprise générale, la Chambre des représentants prononce sa dissolution le 6 mai afin de permettre la tenue d'élections législatives fédérales anticipées le 13 juin. Dans la perspective de ce scrutin, Alexander De Croo indique être candidat au Sénat. Il remporte 301 917 voix préférentielles, soit le troisième meilleur résultat néerlandophone et belge, derrière Bart De Wever et Marianne Thyssen.

### Ministre fédéral

#### Sous Elio Di Rupo
Lors des élections communales du 14 octobre 2012, Alexander De Croo se présente en tête de liste à Brakel, ville de la province de Flandre-Orientale dont son père est bourgmestre depuis 12 ans ; avec 2 202 voix, il réalise un résultat personnel plus élevé qu'Herman De Croo. Alors qu'il s'engage dans un premier temps à exercer son maïorat et à ne pas entrer au gouvernement, il accepte finalement quatre jours plus tard d'être le successeur au fédéral de Vincent Van Quickenborne en qualité de vice-Premier ministre et ministre fédéral des Pensions, ce dernier ayant été élu bourgmestre de Courtrai. Il est assermenté le 22 octobre. Il prête le 19 décembre comme bourgmestre, mais cède aussitôt ses fonctions à Stefaan Devleeschouwer en raison de son empêchement.
Ayant cédé le 8 décembre suivant la présidence de l'Open VLD à son ancienne concurrente de 2009 Gwendolyn Rutten, il est choisi en janvier 2014 comme tête de liste en Flandre-Orientale pour les élections législatives fédérales du 25 mai suivant. À l'occasion de ce scrutin, il est élu à la Chambre des représentants avec 78 073 votes préférentiels, soit le meilleur score de sa circonscription, le deuxième score de l'Open VLD, le troisième score flamand et le quatrième score belge après Bart De Wever, Elio Di Rupo et Maggie De Block.

#### Sous Charles Michel et Sophie Wilmès
Après la conclusion d'un accord de coalition « suédoise » unissant le Mouvement réformateur (MR), la Nieuw-Vlaamse Alliantie (N-VA), l'Open VLD et les Christen-Democratisch en Vlaams (CD&V) sous la houlette du libéral francophone Charles Michel, Alexander De Croo est reconduit au gouvernement fédéral le 11 octobre 2014 aux postes de vice-Premier ministre et ministre fédéral de la Coopération au développement, de l'Agenda numérique, des Télécommunications et de la Poste.
Il se représente au maïorat de Brakel au cours des élections du 14 octobre 2018, mais il échoue dans sa tentative de conserver son mandat : avec 2 938 voix de préférence, Stefaan Devleeschouwer réalise en effet le meilleur score personnel de la liste libérale, ce qui conduit à son élection en tant que bourgmestre. Avec le départ de la N-VA de la coalition gouvernementale, le gouvernement Michel II est constitué le 9 décembre suivant : toujours vice-Premier ministre et ministre fédéral de la Coopération, Alexander De Croo hérite également du portefeuille des Finances, tandis que toutes ses autres compétences reviennent à Philippe De Backer.
Aux élections législatives fédérales du 26 mai 2019, alors que le gouvernement est en affaires courantes, Alexander De Croo obtient un nouveau mandat à la Chambre des représentants après avoir recueilli 80 283 votes personnels, réalisant de nouveau le meilleur résultat dans la province de Flandre-Orientale. Quand Charles Michel quitte ses fonctions pour devenir président du Conseil européen, il est remplacé le 27 octobre suivant par Sophie Wilmès, qui confirme l'intégralité des ministres fédéraux.
En raison de la pandémie de Covid-19, il redevient le 19 mars 2020 ministre de plein exercice dans le cadre d'un accord permettant à Sophie Wilmès de disposer des pouvoirs spéciaux pendant six mois. Il devient le 22 mai suivant premier vice-président de l'Open Vlaamse Liberalen en Democraten, sous la présidence d'Egbert Lachaert, qui remporte d'ailleurs moins de suffrages que le ministre fédéral des Finances.

### Co-formateur avec Paul Magnette
Le 23 septembre 2020, alors que l'État belge est toujours sans gouvernement issu des urnes depuis 486 jours, Alexander De Croo est désigné formateur en binôme avec le socialiste francophone Paul Magnette par le roi Philippe. Ils sont ensemble chargés de constituer le prochain gouvernement fédéral en associant sept partis, le PS, les CD&V, l'Open VLD, le MR, le sp.a, Ecolo et Groen dans une configuration appelée « Vivaldi ». Attendus au palais royal cinq jours plus tard pour rendre compte définitivement de leurs travaux, ils ne remettent au monarque qu'une note intermédiaire ; le chef de l'État leur demande alors d'achever les négociations dans les plus brefs délais.
Un accord de coalition est conclu le 30 septembre après une nuit entière de négociations, qui prévoit qu'Alexander De Croo devienne Premier ministre de Belgique. Lors de la conférence de presse qui suit la remise par les co-formateurs de leur note de gouvernement au roi, Paul Magnette explique sur le ton de l'humour que tous deux ont joué la direction de l'exécutif à pile ou face et que la victoire est revenue à son partenaire.

## Premier ministre

### Nomination et investiture
Le 1er octobre 2020, Alexander De Croo prête serment devant le roi Philippe, après que ce dernier a acté la démission de Sophie Wilmès et l'a nommé Premier ministre.
Il prononce plus tard dans la journée sa déclaration de politique générale devant la Chambre des représentants, exceptionnellement réunie dans l'hémicycle bruxellois du Parlement européen afin de respecter les règles de distanciation physique imposées par la pandémie de Covid-19. Son programme prévoit notamment une pension de retraite minimale de 1 500 euros par mois, l'embauche de personnel médical, le doublement de la durée du congé de naissance à 20 jours, des investissements à hauteur de 4,7 milliards d'euros dans la transition écologique et numérique, le maintien du calendrier de sortie du nucléaire civil, une nouvelle réforme de l'État, le recrutement de 1 600 nouveaux agents de la Police fédérale. La composition de son gouvernement, qui fait la part belle à des personnalités issues de dynasties politiques, a soulevé des critiques.
Lors du vote de confiance le 3 octobre, le gouvernement De Croo reçoit l'investiture de la Chambre par 87 voix pour, 54 voix contre et 7 abstentions. Bien qu'exclu du Parti socialiste, Emir Kir soutient le nouvel exécutif, de même que Hendrik Bogaert (CD&V), opposé à la participation gouvernementale de sa formation. Le Centre démocrate humaniste (cdH) et Démocrate fédéraliste indépendant (DéFI) font le choix de l'abstention, indiquant vouloir laisser sa chance à la nouvelle équipe. Votent contre les nationalistes flamands de la Nieuw-Vlaamse Alliantie (N-VA), l'extrême droite du Vlaams Belang (VB), et la gauche radicale du Parti du travail de Belgique (PTB/PvdA).

### Exercice du pouvoir

#### Politique sanitaire
Fin octobre, la Belgique fait face à une seconde vague de contamination au Covid-19. En réaction à cette évolution, le gouvernement De Croo met en place de nouvelles mesures sanitaires.

#### Écologie et énergie
L'exécutif décide en mai 2021 de limiter, à partir de 2026, la déduction fiscale accordée aux entreprises pour l'acquisition de leur flotte automobile aux seules voitures électriques, afin d'atteindre notamment l'objectif européen de mettre fin aux ventes de voitures thermiques en 2035.
En mars 2022, dans le contexte de l'invasion de l'Ukraine par la Russie, le gouvernement décide de prolonger deux réacteurs nucléaires au-delà de 2025, afin de préserver la sécurité d'approvisionnement au niveau énergétique. La ministre fédérale de l'Énergie, Tinne Van der Straeten, est chargée d'engager les négociations afin de mettre en place cette décision. En parallèle, la coalition maintient sa volonté d'augmenter le plus possible la part des énergies renouvelables dans le mix énergétique, en investissant dans l'éolien off-shore et en formant une île artificielle en mer du Nord pour relier l'ensemble des parcs éoliens au large et produire et stocker de l'hydrogène

#### Politique sociale
Le gouvernement adopte en février 2022 une loi de flexibilisation du marché du travail : les salariés auront la possibilité, à condition que leur entreprise accepte, de passer à la semaine de quatre jours. En contrepartie, leurs journées de travail seront prolongées, pour une durée de 9 h 30 (correspondant à une semaine de 38 heures). La loi flexibilise par ailleurs les horaires entre 20 heures et minuit, qui ne seront plus assimilés à du travail de nuit et n’ouvriront droit à aucune contrepartie.

#### Défense et diplomatie
Le gouvernement souhaite à partir de 2022 porter les dépenses militaires à 2 % du PIB afin de se conformer aux demandes de l'OTAN et du gouvernement américain, ce qui suscite des tensions au sein de sa coalition. La droite soutient ce projet mais les écologistes s'y opposent, estimant que le gouvernement devait avoir d'autres priorités que l'armée, alors que les socialistes restent indécis.
Du point de vue diplomatique, l'exécutif fait une avancée dans la reconnaissance des blessures commises par le régime colonial. Le gouvernement crée, à l'issue du rapport de la commission compétente, un cadre légal permettant la restitution d'œuvre au Congo. Par ailleurs, en juin 2022, le roi Philippe présente ses plus profonds regrets et se rend, avec une délégation gouvernementale, au Congo pour une visite historique d'État de 6 jours au cours de laquelle sont restituées plusieurs œuvres, provenant de l'héritage colonial.

#### Économie
Le gouvernement doit affronter les critiques pour sa gestion de l'économie, alors que le déficit public atteint 5,9 % du PIB en 2023 et la dette 108,2 %.

### Élections de 2024 et démission
Le 9 juin 2024, la coalition sortante Vivaldi, et notamment l'Open Vlaamse Liberalen en Democraten, subissent une sévère défaite aux élections législatives fédérales, ainsi qu'aux élections régionales et européennes qui se déroulent le même jour,. De Croo annonce ainsi sa démission le soir même et la remet au roi le lendemain 10 juin. À partir de cette date, Alexander De Croo reste Premier ministre chargé de la gestion des affaires courantes et ce, jusqu'au 3 février 2025, date de la mise en place du gouvernement De Wever.
Lors des élections communales du 13 octobre 2024, la liste de l'Open VLD qu'il conduit dans la commune de Brakel remporte 43 % des voix, soit un recul de dix points de pourcentage, et 13 sièges sur 25 au conseil communal. À titre personnel, il recueille 2 300 voix de préférence, soit le meilleur score de sa liste et de la commune. Bien qu'il dispose de la majorité absolue, il conclut un accord de coalition avec la liste « Broakel 2.0 », qui réunit les Christen-Democratisch en Vlaams (CD&V) et la Nieuw-Vlaamse Alliantie (N-VA) moins de dix jours plus tard. Le 2 décembre, Alexander De Croo est assermenté bourgmestre mais doit céder temporairement le maïorat à Marleen Gyselinck, se trouvant empêché en raison de ses fonctions de Premier ministre.

## Vie privée
Alexander De Croo est le fils d'Herman De Croo, homme politique libéral néerlandophone, et de Françoise Desguin, avocate et juge suppléante. Il naît le 3 novembre 1975 à Vilvorde et a une sœur cadette, Ariane. Il est marié et père de deux enfants.

## Décorations
- Grand officier de l'ordre de Léopold (en 2019)[49].
- Grand-croix de l'ordre de la Couronne (en 2024)[50].
- Grand-croix de l'ordre d'Orange-Nassau (Pays-Bas)[51].